# Особняк Адена (Чилликоте)
Особняк Адена (англ. Adena Mansion) — это исторический особняк, расположенный на вершине холма к западу от центра города Чилликоти, штат Огайо, США.

## История
Особняк Адена был построен для Томаса Уортингтона архитектором Бенджамином Латробом в 1807 году. Территория, окружающая особняк, включала в себя местонахождение первого найденного кургана, принадлежащего культуре Адена. Современное название здания происходит от названия народа и культуры адена. Считается, что герб штата изображает вид на гору Логан из владения особняка Адена. Особняк открыт для посетителей за небольшую плату.
Каменный особняк имеет исторически точные интерьеры, в том числе меблировку. Территория покрывает 300 акров (1,2 кв.км) первоначального поместья площадью 2 000 акров (8,1 кв.км). В саду выращиваются кулинарные пряности и многолетние растения, некоторые сорта из которых можно приобрести. Бывший дом смотрителя также был восстановлен и демонстрирует жизнь немецких иммигрантов в этом районе. В современном музее и образовательном центре, которые расположены в поместье, представлены экспонаты раннего европейского поселения Огайо. Также демонстрируются документы для наемных слуг, другие первоисточники и археологические находки.
Томас Уортингтон писал, что он выбрал Адена в качестве названия для своего поместья, потому что в нём упоминались «места, замечательные своей восхитительностью». У музея в поместье есть выставка, которая утверждает, что название Адена основано на еврейском слове.
В 2003 году особняк Адены был восстановлен в своем облике XIX века, чтобы отпраздновать двухсотлетие Огайо. Поместье было признано как Национальный исторический памятник 28 февраля 2003 года, главным образом потому, что оно является одним из немногих сохранившихся строений архитектора Латроба.